# 斯維德尼亞河
斯維德尼亞河（羅馬化：Svydnia）是烏克蘭北部蘇梅州科諾托普區的河流，屬於列季河的左支流。該河發源自霍門科韋附近，河道全長15公里。